# Politik

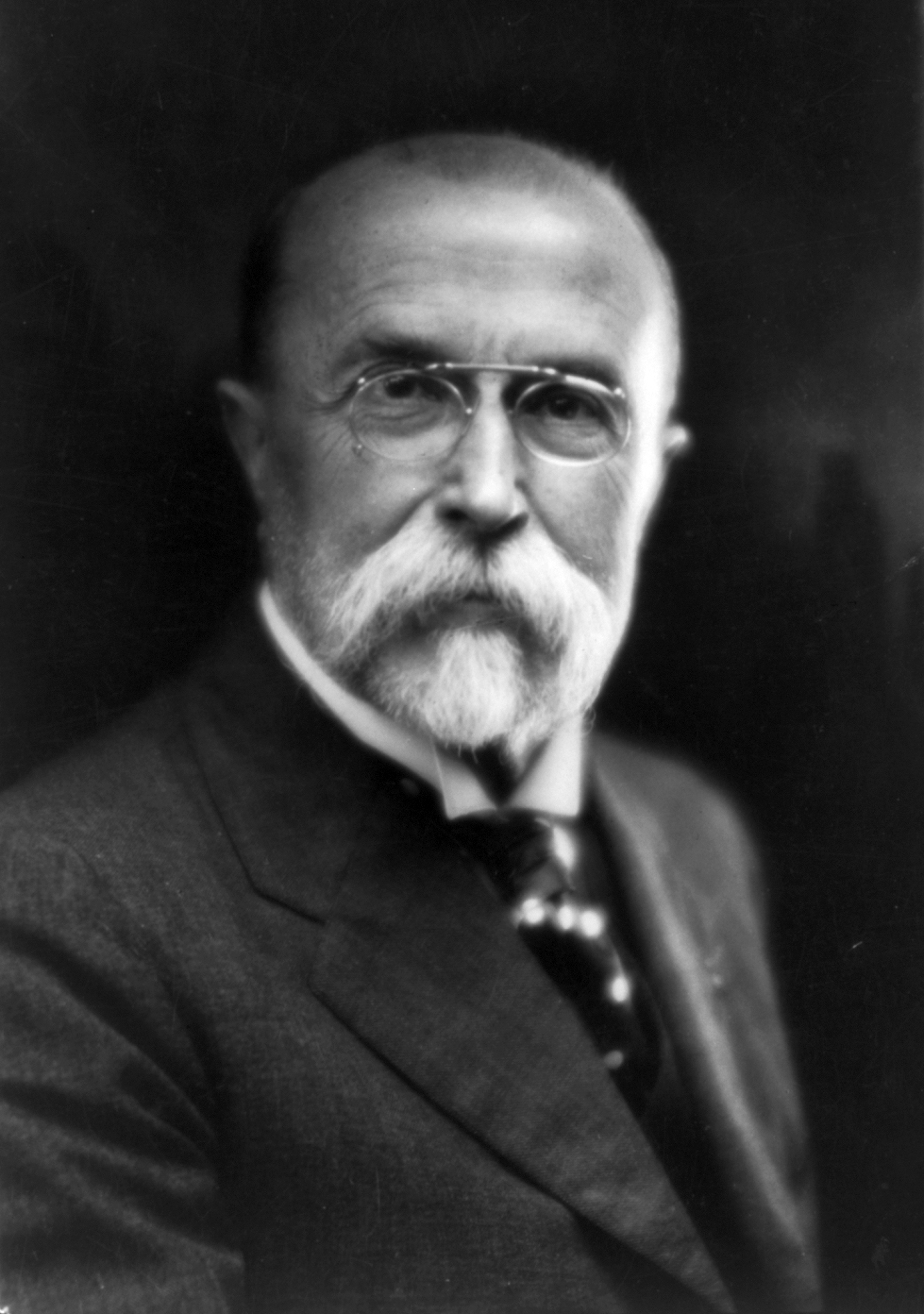
První prezident Československa, prof. Tomáš Garrigue Masaryk, jeden z nejvýznamnějších politiků a státníků moderní československé, potažmo české historie, zakladatel První československé republiky

Politik (z řeckého politikos (πολιτικός – občanský, státní, veřejný), polites (πολίτης – občan, krajan), a polis (πόλις – město, obec, stát)) je osoba aktivně angažovaná v ovlivňování veřejných pravidel a rozhodování, tj. v politice. Jako státník se pak označuje povětšinou politik, který je zkušený a respektovaný na národní či mezinárodní úrovni.
Rozlišuje se mezi profesionálním politikem, který je placen jako poslanec, senátor, ministr ve vládě nebo funkcionář své strany, a dobrovolným politikem, který politiku vykonává pouze při zaměstnání, například v politickém systému ve Švýcarsku nebo u většiny místních politiků ve městech a obcích v Německu.
V českém jazyce nelze odlišit drobné nuance samotné „politiky“, kterou v anglickém jazyce odlišují tři výrazy: polity, politics a policy. Proto nelze ani jazykem odlišit jinou podstatu slova „politik“, které může mít význam zaměstnání, osobní politické angažovanosti, nebo občanské odpovědnosti. 
Ve frankofonních zemích mohou mít některé tvary (politicien a politicienne) pejorativní nádech – označovat někoho, kdo žije pouze ze svých politických funkcí a prokazuje velkou dovednost v intrikách politického života.
Ačkoli funkce politika přímo nevyžaduje odborné vzdělání, předpokládá se dnes již maturitní zkouška.[zdroj⁠?!] Pro některé funkce veřejné správy je pak zákonem vyžadován alespoň bakalářský titul, a to v jakémkoli oboru. Výhodou je na těchto pozicích studium politiky, práva, ekonomie, nebo sociální politiky. Pro pozice odborně zaměřené je pak předností studium v příslušném oboru.
Funkce politiků se v historii lišila podle státního zřízení a uspořádání společnosti. V současných demokraciích je politik volen demokratickým způsobem, pomocí volebního systému, který je zakotven v ústavách daných zemí, a který se v různých demokratických státech liší. Ve feudalismu, absolutismu a totalitních režimech vládli/vládnou politici především silou, a poddaní/občané takto ovládaných států nebyli/nejsou kvůli případným státním represím schopni výrazněji ovlivnit chod veřejného dění.

## Úrovně politiky v České republice

### Komunální úroveň
Komunální, místní politik se snaží ovlivňovat správu věcí veřejných a hospodaření ve své obci/městě. Může být jak nezávislý, tak členem konkrétní politické strany/politického hnutí. K osobnímu prosazování svého politického programu kandiduje, vzhledem k volebnímu systému komunálních voleb, zpravidla na společné kandidátní listině (stranické, či nestranické) s dalšími podobně smýšlejícími kandidáty, do zastupitelstva obce/městského zastupitelstva.
Funkce místního zastupitele politikovi, v případě zvolení umožňuje vyjednávat s ostatními zastupiteli o ustanovení většiny v místním zastupitelstvu, která posléze zvolí Radu obce/Radu města, a starostu/primátora. Místní politik se tak jako zastupitel v tomto případě může stát i členem Rady, místostarostou/náměstkem primátora, nebo přímo starostou obce/primátorem, což je pro komunálního politika nejvyšší a zároveň nejodpovědnější funkce, které lze v rámci komunální politiky dosáhnout.

### Krajské úrovně
Krajský politik, který často bývá zároveň politikem komunálním, či celostátním, ale není to pravidlem, se snaží aktivně ovlivnit fungování svého kraje, jakožto vyššího územního samosprávného celku. Politik se na úrovni kraje snaží uspět ve volbách do krajského zastupitelstva, a stát se tak krajským zastupitelem. Vzhledem k volebnímu systému krajských voleb politik kandiduje zpravidla na společné kandidátce s dalšími podobně smýšlejícími kandidáty, k prosazení jednotného politického programu.
Funkce krajského zastupitele politikovi v případě zvolení umožňuje vyjednávat s ostatními krajskými zastupiteli o ustanovení většiny v krajském zastupitelstvu, která posléze zvolí Radu kraje a hejtmana. Funkce hejtmana je pro krajského politika nejvyšší, prestižní a zároveň nejodpovědnější funkce, které lze v rámci krajské politiky dosáhnout.

### Celostátní úrovně
Celostátní úroveň můžeme rozdělit do dvou kategorií, podle dvou komor Parlamentu České republiky, na politickou činnost politika v rámci dolní komory parlamentu – Poslanecké sněmovny, případně, vzhledem k tomu, že v Česku není uzákoněn tzv. klouzavý mandát ve Vládě České republiky, a na politickou činnost v rámci horní komory parlamentu – v Senátu.
- Poslanecká sněmovna

Občan zvolený do Poslanecké sněmovny v rámci kandidátky konkrétní politické strany / politického hnutí / kandidátky nezávislých osobností, tzv. poměrným volebním systémem, se stává poslancem Poslanecké sněmovny. Takový politik má ambici měnit zákony a spoluurčovat politiku celého státu.
Funkce poslance politikovi umožňuje vyjednávat s ostatními poslanci o ustanovení většiny v Poslanecké sněmovně. Zástupce této většiny, nejčastěji předseda v rámci nově se tvořící koalice početně nejsilnějšího politického subjektu, je zpravidla pověřen prezidentem republiky k sestavení Vlády, a po sestavení vlády a zajištění vládní většiny prezident jmenuje předního zástupce koalice premiérem. Prezident také vybrané osoby, nejčastěji z řad poslanců, jmenuje na návrh nového premiéra ministry nové vlády. Vzhledem k tomu, že v České republice není zaveden tzv. klouzavý mandát, zůstávají ministři vybraní z řad poslanců nadále i poslanci ve sněmovně.
Nejvyšší funkcí v rámci Poslanecké sněmovny je předseda Poslanecké sněmovny.
- Senát

Politik, ucházející se o křeslo senátora, také usiluje o vliv na zákonodárný proces a na ovlivňování chodu celého státu. Na rozdíl od voleb do Poslanecké sněmovny jsou senátoři voleni dvoukolovým většinovým systémem (viz Volby do Senátu Parlamentu České republiky). Většina v Senátu nesestavuje Vládu, tak jako Poslanecká sněmovna, ale má např. vliv na schválení či neschválení zákonů a jejich postoupení k podpisu prezidentu republiky, nebo jejich vrácení Poslanecké sněmovně. Nejvyšší funkcí v rámci Senátu, která může být senátorovi svěřena, je funkce předsedy Senátu.

### Úroveň hlavy státu
Občan, politik, kandidující na funkci prezidenta republiky, se uchází o nejčestnější a nejvyšší ústavní post v České republice. Vzhledem k tomu, je Česká republika republikou tzv. parlamentní, a ne tzv. prezidentským systémem, ani tzv. poloprezidentským systémem, jsou ústavní pravomoci prezidenta České republiky omezené, ale ne bezvýznamné. Prezident je volen přímo dvoukolovým většinovým systémem samotnými občany, a to od historicky první přímé volby prezidenta v roce 2013. Prezident má jako hlava státu pravomoc např. vetovat zákony navržené mu parlamentem (může však být Poslaneckou sněmovnou přehlasován), udělovat milost, je vrchním velitelem Armády České republiky a reprezentuje zemi navenek.

### Evropská úroveň
Český politik se může ucházet o přízeň voličů i při volbách do Evropského parlamentu. Evropský parlament je klíčovým a dosud jediným orgánem Evropské unie, který je volen přímo občany Evropské unie, to znamená občany všech členských zemí EU. Jako poslanec Evropského parlamentu hájí politik svůj politický program v rámci a v kontextu většího mezinárodního politického celku, Evropské unie, zapojuje se do různých politických frakcí rámci Evropském parlamentu – evropských politických stran, spolupodílí se na tvorbě evropské legislativy a zároveň reprezentuje svou zemi.